# Дламини, Бхекимпи
Принц Бхекимпи Алфеус Дламини (англ. Bhekimpi Alpheus Dlamini; 26 ноября 1924, округ Хохо, протекторат Свазиленд — 1 ноября 1999, Мбабане, Свазиленд) — свазилендский государственный деятель, премьер-министр Свазиленда (1983—1986).

## Биография
Во время Второй мировой войны воевал в рядах союзных войск. Затем вошёл в состав Национального совета Свазиленда и работал в канцелярии премьер-министра.
После смерти короля Собузы II в 1982 году встал на сторону консервативных членов королевской семьи. Как принц он также был членом свазилендского парламента (Либандлы), королевского консультативного совета и Ликоко (совета пятнадцати членов королевской семьи и вождей племен).
Противостоял реформаторской и анти-южноафриканской линии премьер-министра Мабандлы Дламини и регентши Дзеливе. Был активным участником их свержения, после чего в 1983 году занял пост премьер-министра Свазиленда. Преследовал беженцев из Южно-Африканской Республики, одобрил договор «Договор Нкомати» между Мозамбиком и ЮАР (1984). После прихода к власти в 1986 году нового короля Мсвати III по этой причине был смещен с должности, арестован, в марте 1988 года был приговорён к 15 годам тюремного заключения за сговор против интересов государства. В июле того же года был освобождён из-под стражи.